# Narong Chansawek
Narong Chansawek (thailändisch ณรงค์ จันเสวก; * 10. August 1986 in Suphanburi), auch als Yo bekannt, ist ein thailändischer Fußballspieler.

## Karriere

### Verein
Narong Chansawek erlernte das Fußballspielen in der Banharn-Jamsai Wittaya 1 School sowie in der Jugendmannschaft vom Suphanburi FC. In Suphanburi unterschrieb er 2005 auch seinen ersten Vertrag. 2007 stieg er mit dem Verein aus der ersten Liga, der Thai Premier League, in die zweite Liga ab. 2009 wechselte er zum Erstligisten TTM FC nach Bangkok. Bei TTM spielte er bis 2011. 2012 wechselte er zum Ligakonkurrenten Army United, einem Verein, der ebenfalls in Bangkok beheimatet war. Nach 13 Spielen für die Army unterschrieb er 2013 einen Vertrag beim Erstligisten Osotspa M150 FC. Für Osotspa absolvierte er 61 Spiele in der ersten Liga. Bangkok Glass nahm ihn die Saison 2015 unter Vertrag. Für den Bangkoker Verein absolvierte er 26 Erstligaspiele. 2016 nahm ihn der Erstligist Chonburi FC aus Chonburi unter Vertrag. Mit dem Club gewann er im ersten Jahr den FA Cup. 2018 ging er wieder nach Bangkok, wo er sich dem Erstligisten Police Tero FC anschloss. Am Ende der Saison 2018 musste der Club den Weg in die Zweitklassigkeit antreten. Mit dem Club wurde er 2019 Vizemeister und es gelang der direkte Wiederaufstieg in die erste Liga. Nach 59 Spielen wechselte er Mitte 2021 zum Zweitligaabsteiger Uthai Thani FC. Mit dem Verein aus Uthai Thani spielte er in der Northern Region der Liga. Am Ende der Saison 2021/22 feierte er mit Uthai Thani die Meisterschaft der Region. In der National Championship, den Aufstiegsspielen zur zweiten Liga, belegte man den ersten Platz und stieg nach einer Saison in der Drittklassigkeit wieder in zweite Liga auf. Nach dem Aufstieg wurde sein Vertrag jedoch nicht mehr verlängert und er ging weiter zum ebenfalls in die zweite Liga aufgestiegenen Krabi FC. Für den Verein aus Krabi bestritt er in der Hinrunde 16 Ligaspiele. Im Dezember 2022 wurde sein Vertrag nicht verlängert. Im Januar 2023 nahm ihn sein ehemaliger Verein Uthai Thani FC wieder unter Vertrag. Am Ende der Saison wurde er mit Uthai Thani Tabellendritter und qualifizierte sich somit für die Aufstiegsspiele zur ersten Liga. Hier konnte man sich im Finale gegen den Customs United FC durchsetzen und stieg in die erste Liga auf. Nach der Saison 2023/24 wurde sein Vertrag in Uthai Thani nicht verlängert. Nach 49 Ligaspielen wechselte er im Sommer 2024 zum Drittligisten Nakhon Sawan See Khwae City FC. Mit dem Verein aus Nakhon Sawan spielt er in der Northern Region der Liga.

### Nationalmannschaft
Im Herbst 2013 bestritt Narong Chansawek drei Partien für die thailändischen A-Nationalmannschaft in der Qualifikation zur Asienmeisterschaft.

## Erfolge
Chonburi FC
- Thailändischer Pokalsieger: 2016

Police Tero FC
- Thailändischer Zweitligavizemeister: 2019  ▲

Uthai Thani FC
- Thai League 3 – North: 2021/22
- Thai League 3 – National Championship: 2021/22  ▲